# Albert de Benoist
Pour les articles homonymes, voir Benoist.
Pour les autres membres de la famille, voir Famille de Benoist.
Marie Victor Albert de Benoist (né le 17 mai 1843 à Waly, mort le 27 mai 1923 à Thonne-les-Prés est un député de la Meuse de 1901 à 1906.

## Biographie
Albert de Benoist était le fils de Victor Louis, baron de Benoist, ancien député au Corps législatif de 1858 à 1870. Ses trois frères, Henri Gaspard Marie (1839-1899), Jules Charles Marie (1842-1904) et Arthur Marie Paul  (1844-1929), devinrent tous les trois généraux.
Après avoir fait ses études de droit à Paris, il entra en 1864, comme auditeur au Conseil d'État, puis fut nommé sous-préfet de Pamiers en 1869 et révoqué le 4 septembre.
Lorsque la guerre de 1870 éclate, il s'engage dans le 2e régiment de marche de chasseurs. Nommé sous-lieutenant le 25 décembre 1870 il démissionne en avril 1871 et se retire près de Montmédy où il se marie.
Attiré par la politique, il devient conseiller municipal, puis maire de Thonne-les-Prés en 1872, il conserve ce poste jusqu'à sa mort. Bonapartiste, il est présent aux obsèques du Prince impérial en Angleterre en 1879. Alors que les radicaux commencent à rentrer au pouvoir dans les années 1890 avec un anticléricalisme important, Albert de Benoist décide de se porter candidat à plusieurs élections. D'abord le 20 janvier 1901, il est élu député de la Meuse pour l'arrondissement de Montmédy, à une élection partielle en remplacement de Jules Sommeillier, décédé, au deuxième tour de scrutin avec 6 307 voix contre 5 749 à M. Didion son principal adversaire, puis au conseil général du canton de Montmédy où il est élu.
Pendant ce court mandat (la législature devait se terminer l'année suivante), il fait partie de diverses commissions et prend part à la discussion des budgets des Ministères de l'Instruction publique, des Finances et de la Guerre de l'exercice 1902. Il rejoint aussi le groupe parlementaire d'Albert de Mun, l'Action libérale. 
Il est réélu aux élections générales du 27 avril 1902, au premier tour de scrutin, par 6 499 voix, contre 6 370 à Albert Lefébure sur 12 953 votants. Membre de la Commission du suffrage universel, de la Commission relative à la législation des boissons, il participe à la discussion des budgets des exercices 1903, 1904 et 1905, s'intéressant tout spécialement : à la vente des tabacs, au renforcement des forts, à l'assistance aux vieillards, infirmes et incurables, aux renseignements politiques demandés aux instituteurs (1903) ; aux sociétés et aux professeurs d'agriculture (1904) ; à la séparation des Églises et de l'État (1905); et aux retraites des agents des douanes (1906). Il vote avec l'opposition libérale et s'opposa à la politique du Cabinet Rouvier.
Il est battu aux élections du 6 mai 1906 par Albert Lefébure, qui s'était déjà présenté en 1901, un ancien préfet de Montmédy. Ce dernier lui prend aussi son siège au conseil général. Il se présente en 1908 aux sénatoriales mais c'est un nouvel échec.
Il se retira à Thonne-les-Prés, entouré de l'estime de ses concitoyens et y mourut le 27 mai 1923.
Il était Commandeur de l'Ordre de Saint-Grégoire-le-Grand.

## Blason de la famille

de Benoist

- Armes : Écartelé aux 1 et 4 d'azur, à la bande d'or, accompagnée en chef d'une étoile à six raies d'or et d'un croissant du même en pointe; aux 2 et 3 d'argent, chargé de fleurs de lys d'azur sans nombre.
- Supports : Deux lions d'or au naturel, tenant chacun une bandrole: celle de dextre aux armes des 1 et 4e quartiers; celle de sénestre aux armes des 2 et 3e quartiers.
- Timbre : Couronne des Pays-Bas autrichiens: tortil de baron portant des perles sur le bord, sans tiges.

## Sources
- L'Illustration no 3201 du 2 juillet 1904. Commission d'enquête parlementaire sur L'Affaire des Millions des Chartreux : de Benoist
- Dictionnaire de biographie française par Michel Prevost et Roman d'Amat
- « Albert de Benoist », dans le Dictionnaire des parlementaires français (1889-1940), sous la direction de Jean Jolly, PUF, 1960 [détail de l’édition]
- Dir. Jean El Gammal, François Roth et Jean-Claude Delbreil, Dictionnaire des Parlementaires lorrains de la Troisième République, Metz, Serpenoise, 2006 (ISBN 2-87692-620-2, OCLC 85885906, lire en ligne), p. 197-198